# Abbaretz
Abbaretz (bretonisch: Abbarez; Gallo: Abarèt) ist eine französische Gemeinde mit 2.052 Einwohnern (Stand: 1. Januar 2022) im Département Loire-Atlantique in der Region Pays de la Loire; sie gehört zum Arrondissement Châteaubriant-Ancenis und zum Kanton Guémené-Penfao. Die Einwohner werden Abbarois genannt.

## Geografie
Die Gemeinde Abbaretz liegt etwa 37 Kilometer nördlich von Nantes. Das Gemeindegebiet wird im Norden vom Flüsschen Sauzignac durchquert. Umgeben wird Abbaretz von den Nachbargemeinden Treffieux im Norden, Issé im Norden und Nordosten, La Meilleraye-de-Bretagne im Osten, Joué-sur-Erdre im Südosten, Saffré im Süden und Südwesten, Puceul im Südwesten sowie Nozay im Südwesten und Westen. Der Ort hat einen Bahnhof an der Bahnstrecke Nantes–Châteaubriant.

## Bevölkerungsentwicklung
| Jahr                       | 1962 | 1968 | 1975 | 1982 | 1990 | 1999 | 2006 | 2015 | 2022 |
| Einwohner                  | 2020 | 2007 | 1828 | 1647 | 1572 | 1509 | 1747 | 2042 | 2062 |
| Quellen: Cassini und INSEE |      |      |      |      |      |      |      |      |      |

## Sehenswürdigkeiten
- Kirche Saint-Pierre
- Hütte La Jahotière, Monument historique
- Alte Mine, die früher über die Feldbahn Issé–Abbaretz erschlossen wurde

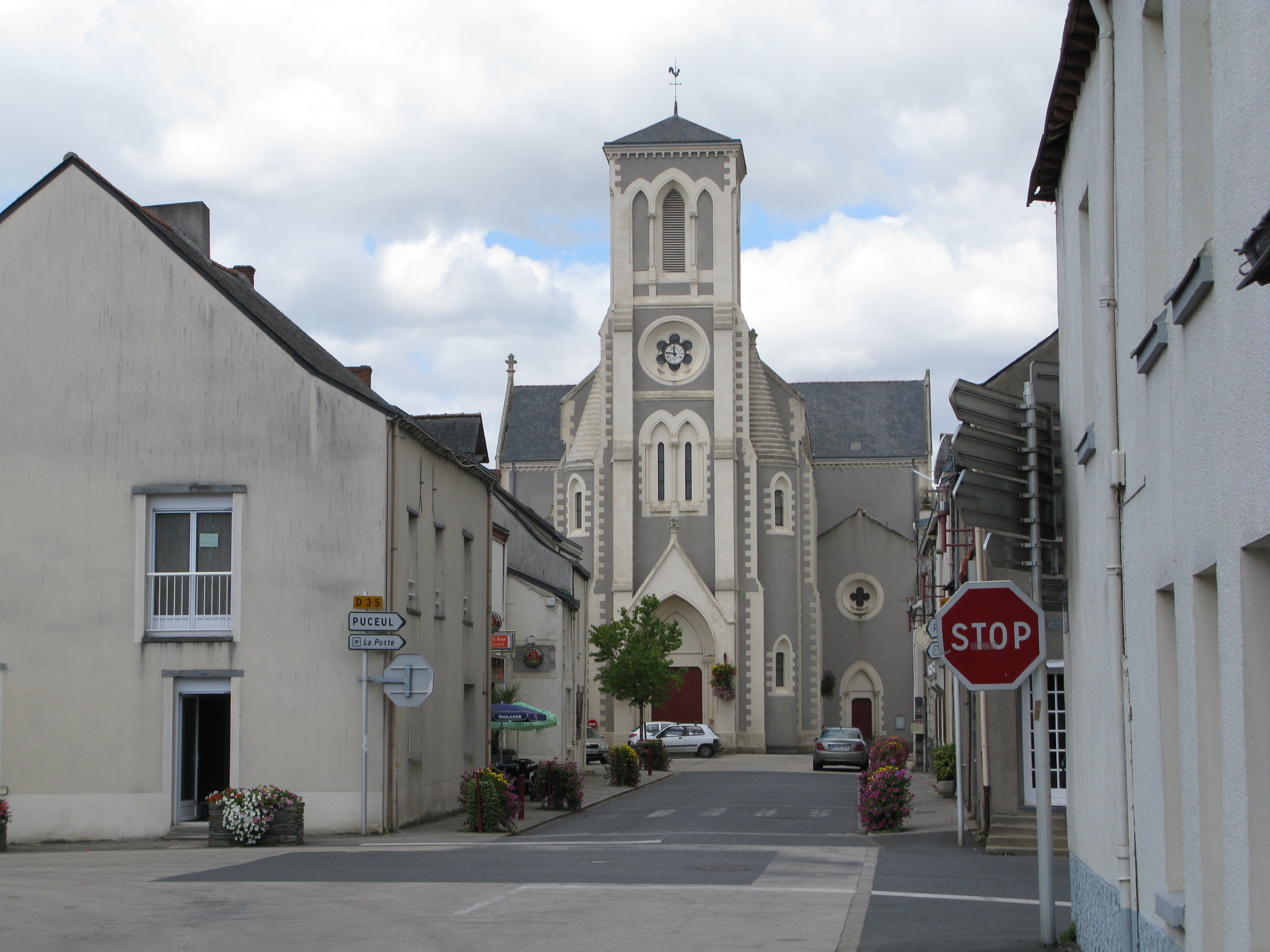
Kirche Saint-Pierre
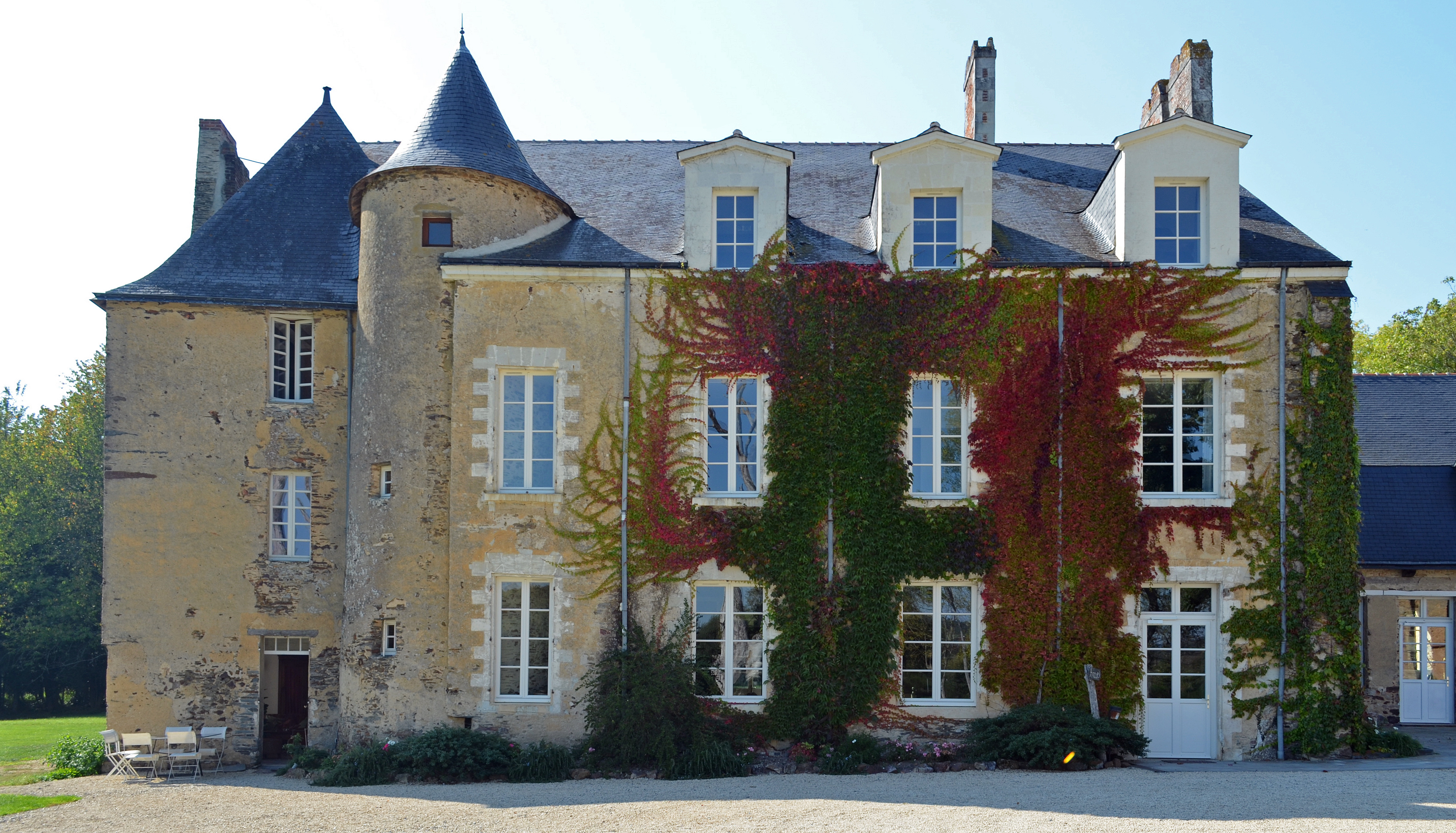
Ehemalige Hütte Jahotière